# Malawispongiidae
Los malawispóngidos (Malawispongiidae) son una familia de esponjas de agua dulce del orden Haplosclerida que contiene cinco géneros.

## Géneros
- Cortispongilla Annandale, 1918.
- Malawispongia Brien, 1972.
- Ochridaspongia Arndt, 1937.
- Pachydictyum Weltner, 1901.
- Spinospongilla Brien, 1974.